# Лепик, Юло Рудольфович
Юло Рудольфович Лепик (эст. Ülo Lepik; 11 июля 1921, Тарту — 12 февраля 2022) — советский и эстонский математик и механик,
профессор Тартуского университета (1960), академик Эстонской академии наук в области механики (1993).
В 1940 году окончил гимназию Хуго Треффнера. Той же осенью поступил на отделение математики факультета математики и естественных наук Тартуского университета. В войну учёба дважды прерывалась, летом 1943 года был арестован немецкими властями, позже принудительно мобилизован в немецкую армию, а также был военнопленным. В 1948 году окончил университет по специальности «физик».
С 1947 года — преподаватель в Тартуском университете, прошёл путь от ассистента до профессора. В 1952 году защитил кандидатскую диссертацию, а в 1956—1958 годы был докторантом Московского университета, где в 1959 году защитил докторскую диссертацию. В 1959—1990 годы возглавлял кафедру теоретической механики Тартуского университета, а с 1996 года — почётный профессор Тартуского университета.
Основные направления исследований — расчёт упругопластических стержней, пластин и оболочек, применение волн для решения интегральных и эволюционных уравнений. Разработал новые методы расчета как статических, так и динамических нагрузок. Заметная часть работ также связана с оптимальным проектированием конструкций.
Под руководством Лепика защищено 13 докторских и кандидатских диссертаций. Опубликовал около 250 научных статей, две монографии, является автором и соавтором многих учебников для колледжей. Член редакционной коллегии журнала «Математическое моделирование и анализ» (Вильнюс).
Кавалер ордена Государственного герба IV степени (1998)